# メンゼリンスク
座標: 北緯55度43分 東経53度05分 / 北緯55.717度 東経53.083度

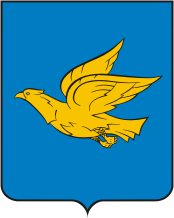
メンゼリンスクの紋章

メンゼリンスク（ロシア語: Мензели́нск、ラテン文字表記の例: Menzelinsk）、またはミンゼレ（タタール語: Минзәлә, Minzälä, Minzala, Minzele）はロシアのタタールスタン共和国北東部の町。人口は1万6008人（2021年）。
共和国の首都カザンからは東へ292km。同じくニジネカムスク湖南岸にあるナーベレジヌイェ・チェルヌイからは東へ50kmほど。カマ川の南側の支流（左支流）であるメンゼリャ川の岸に建つ。かつてはメンゼリャ川とイク川の合流点が近くにあったが、1980年代以来、合流点はカマ川を堰き止めたダム湖・ニジネカムスク湖に水没しており、メンゼリャ川は直接ダム湖に注ぐ。

## 歴史
メンゼリンスクのある場所には、12世紀のヴォルガ・ブルガールの時代にはすでに集落があったとみられる。
メンゼリンスクは1584年から1586年にかけて（他の資料によっては1652年から1656年にかけて）メンゼリャ川に面した要塞の集落として建てられ、川にちなんでメンゼリンスクと名付けられた。17世紀末には、ロシア・ツァーリ国の東方の国境であるカマ川を守る要塞として非常に重要であった。
1781年には市の地位を与えられ、ウファ県に属する郡の中心地となった。

## 文化・経済・交通
メンゼリンスクには19世紀に遡る古い建物のほか、1910年に建設されたモスクもある。また歴史博物館や、1941年にこの地を訪れたタタール人の詩人ムサ・ジャリール（Musa Cälil）を記念した博物館もある。
街の主産業は食品工業と製材業である。周囲は農村地帯になっている。すぐ近くにメンゼリンスク空港があり、周囲の町への空の玄関となっている。